# DIN 31635
DIN 31635 — система транслитерации арабского алфавита, принятая в 1982 году в Немецком институте по стандартизации (DIN). Система соответствует правилам Немецкого восточного общества (DMG), и была утверждена в 1935 году в ходе Международного конгресса востоковедов в Риме. Отличия от английской системы транслитерации заключаются в использовании знака ǧ вместо j, а также в отсутствии диграфов th, dh, kh, gh и sh. Применение немецкого метода удобно для однозначной передачи всех знаков арабского письма. Данная система широко применяется в научной литературе, в частности, в немецкоязычной хрестоматии Карла Броккельмана «Geschichte der arabischen Literatur» («История арабской литературы») и арабско-немецком словаре Ханса Вера.

## Таблица
28 букв:
| Арабское письмо | ء / ا  | ب | ت | ث  | ج      | ح | خ  | د | ذ  | ر | ز | س | ش  | ص  | ض  | ط  | ظ     | ع | غ  | ف | ق | ك | ل | م | ن | ه | و      | ي / ى  |
| DIN 31635       | ʾ / ā  | b | t | ṯ  | ǧ      | ḥ | ḫ  | d | ḏ  | r | z | s | š  | ṣ  | ḍ  | ṭ  | ẓ     | ʿ | ġ  | f | q | k | l | m | n | h | w / ū  | y / ī  |
| ALA-LC          | ʼ / ā  | b | t | th | j      | ḥ | kh | d | dh | r | z | s | sh | ṣ  | ḍ  | ṭ  | ẓ     | ʻ | gh | f | q | k | l | m | n | h | w / ū  | y / ī  |
| МФА             | ʔ , aː | b | t | θ  | dʒ ɡ ʒ | ħ | x  | d | ð  | r | z | s | ʃ  | sˤ | dˤ | tˤ | ðˤ zˤ | ʕ | ɣ  | f | q | k | l | m | n | h | w , uː | j , iː |

## Правила
Краткие гласные (харакаты)  фатха, касра и дамма транслитерируются как a, i, u соответственно. Шадда отображается удвоением согласного. При написании артикля учитываются солнечные и лунные буквы: aš-šams, al-qamar.
ʾАлиф, обозначающий долгий гласный /aː/, транслитерируется как ā. Знак (ﺓ) та марбута транслитерируется обычно как конечная буква -h или как -t в позиции первого члена идафы.
Варианты хамзы أ إ ء ئ ؤ вне зависимости от их положения транслитерируются как ʾ. Начальный васлирующийся алиф не транслитерируется через ʾ в начале слова, пишется только начальный гласный, если он произносится: ism.
Алиф максура (ﻯ) передается как ā, его транслитерация неотличима от алифа. Долгие гласные /iː/ и /uː/ транслитерируются как ī и ū. Суффикс относительного прилагательного (нисба) /ij(j), ijja/ передаётся как -iyy, -iyyah, хотя мужской вариант (первый) обычно транслитерируется как -ī. Нунация опускается при транслитерации. Дефис (-) используется для отделения клитик (артикля, предлогов и союзов) от слов, к которым они примыкают в арабском письме.
«Арабо-индийские цифры» (‭٠ ١ ٢ ٣ ٤ ٥ ٦ ٧ ٨ ٩‬) арабской вязи отображаются как западные «арабские цифры» (0 1 2 3 4 5 6 7 8 9).